# اچ‌ام‌ای‌اس گلنلگ (ای‌سی‌پی‌بی ۹۶)
اچ‌ام‌ای‌اس گلنلگ (ای‌سی‌پی‌بی ۹۶) (به انگلیسی: HMAS Glenelg (ACPB 96)) یک کشتی است که طول آن ۵۶٫۸ متر (۱۸۶ فوت) می‌باشد.